# باشگاه ورزشی وارخم
باشگاه ورزشی وارخم یک باشگاه فوتبال بلژیکی بود که بین سال‌های ۱۹۲۵ و ۲۰۰۱ وجود داشت. این باشگاه سه دوره را در بالاترین سطح در سیستم لیگ برتر فوتبال بلژیک انجام داد که هر کدام با یک فصل در سطح دوم از هم جدا شدند: از ۱۹۶۶ تا ۱۹۷۲، از ۱۹۷۳تا ۱۹۹۴ و در سال ۹۶–۱۹۹۵. بهترین رتبه آنها در سال‌های ۱۹۶۸، ۱۹۸۵ و ۱۹۹۳ به دست آمد که آنها چهارم شدند.

## تاریخچه
وارخم در سال ۱۹۲۵ در وارخم، فلاندر غربی تأسیس شد. در سال ۱۹۴۶، این باشگاه با ستاره سرخ وارخم ادغام شد و به اس‌وی وارخم تبدیل شد. تیم جدید در همان سال به عضویت انجمن ملی درآمد و شماره ماتریکول ۴۴۵۱ به آن اختصاص یافت. در سال ۱۹۵۱ این باشگاه حق نامگذاری سلطنتی را دریافت کرد که در آن زمان به هر تیمی که ۲۵ از زمان تأسیس آن حداقل ۲۵ سال گذشته بود اعطا می‌شد.
کی‌اس‌وی وارخم اولین تیم از وارخم شد که در دسته دوم در سال ۱۹۶۳ بازی کرد. در سال ۱۹۶۶ به دسته اول دسترسی پیدا کرد و برای مدتی در آن سطح باقی ماند (به جز سال‌های ۷۳–۱۹۷۲ و ۹۵–۱۹۹۴). حتی جام حذفی ۱۹۷۴ و سوپر جام ۱۹۸۲ را هم برد. در جام یوفا ۸۶–۱۹۸۵، به نیمه نهایی رسید، جایی که کلن آنها را متوقف کرد. در سال ۱۹۹۶، وارخم سرانجام به دسته دوم سقوط کرد و تا سال ۱۹۹۹ در آنجا ماندند (تا به دسته سوم سقوط کنند). در سال ۲۰۰۱، به دلیل مشکلات مالی و حفظ ماتریکول خود (شماره ۵۳۸۱)، باشگاه مجبور شد با زولتسه وی‌وی ادغام شود. باشگاه جدید اس‌وی زولته وارخم نام گرفت. این تیم اکنون در ورزشگاهی بازی می‌کند که کی‌اس‌وی وارخم قبلاً بازی می‌کرد.